# Le Rire médecin
Le Rire médecin est une association loi de 1901 fondée en 1991 en France. Elle forme et emploie des clowns hospitaliers qui interviendront auprès des enfants hospitalisés, leurs parents et les soignants. Chaque année, les clowns qu'elle emploie jouent plus de 100 000 spectacles.
L'association est financée par les dons de particuliers, le mécénat d'entreprise et le produit de ses activités de formation. Elle est labellisée "Don en confiance".

## Histoire
En 1991, Caroline Simonds, alias Dr Girafe, fonde Le Rire Médecin. Après avoir joué elle-même le clown au Big Apple Circus – Clown Care Unit de New York, la comédienne américaine décide de fonder sa propre association en France. Cette association a pour ambition de distraire, soutenir et écouter les enfants hospitalisés les plus vulnérables.
L'association débute ses actions en octobre 1991 à l’Institut Gustave-Roussy (Villejuif) et à l’hôpital Louis-Mourier (Colombes).
Depuis 2013, Le Rire Médecin est labellisé par Le Don en confiance.
En 2025, les 150 clowns du Rire Médecin interviennent dans 80 services pédiatriques de 20 hôpitaux à Paris, en Île-de-France, à Marseille, Nantes, Rennes, Orléans, Tours, Nancy, Angers, Besançon et Clermont-Ferrand,.

## Organisation

### Clowns
Les clowns du Rire Médecin se produisent 2 fois par semaine dans les services hospitaliers où ils interviennent. Ils sont formés par l'association.
Intervenant en duo, les clowns proposent à chaque enfant un spectacle improvisé et personnalisé. Ils travaillent avec les équipes médicales et soignantes et sont soumis à un code de déontologie spécifique,.

### Institut de Formation
Le Rire Médecin forme les comédiens afin de leur permettre d'intervenir de façon professionnelle dans les établissements de santé et auprès des publics vulnérables.
L'association propose aussi un ensemble de formations destinées aux professionnels, aux entreprises et autres associations afin de leur faire profiter de son expérience auprès des enfants ou des publics en situation de vulnérabilité,.

### Parrains
L'association est parrainée par Gérard Jugnot, Anny Duperey, Sara Giraudeau, François-Xavier Demaison, Reda Kateb et Luke Berry.

### Villes accueillant des clowns Rire Médecin[20]
- Angers
- Marseille
- Nancy
- Nantes
- Orléans
- Paris
- Tours
- Rennes
- Besançon
- Clermont-Ferrand

## Œuvres et publications

### Films
- Olivier Horn, Jour de clowns, 2009, 90'[21].

- Sara Giraudeau, Mes héros, 2018, 26'[22].
- Reda Kateb, Sur un fil, 2024[23]

### Théâtre
- Patrick Dordoigne, Hors-piste, 2012[24].

### Livres
- Caroline Simonds et Bernie Warren, Le Rire Médecin : Journal du docteur Girafe, Pocket, 2004  (ISBN 978-2266125529).
- Jacques Grison et Bernard Mathieu, Nez Rouges, Blouses Blanches - 20 ans de Rire Médecin, Les Impressions Nouvelles, 2011  (ISBN 978-2874491245).
- Collectif, Tu vas rire!, Thierry Magnier, 2016  (ISBN 978-2364749337).

### Articles
- Daniel Oppenheim, Olivier Hartmann et Caroline Simonds, « Des clowns dans les services pédiatriques hospitaliers », The Lancet, vol. 350, 20/27 décembre 1997.
- (en) Caroline Simonds, « Clowning in hospital is no joke », BMJ, vol. 319, 18 septembre 1999.
- (en) Guillaume Mortamet, Nadia Roumeliotis, Florence Vinit, Caroline Simonds, Laurent Dupic et Philippe Hubert, « Is there a role for clowns in paediatric hospital units? », Archives of Diseases in Childhood, vol. 102, 8 février 2017.